# 热那亚大学
热那亚大学（義大利語：Università degli Studi di Genova，簡稱和），意大利热那亚的一所大学。该校成立于1481年。学生人数约4万人，是意大利最大的國立大学之一。

## 歷史
早在 13 世紀，熱那亞當地就即有學院，授予法律、神學、醫學和藝術學位。但神學院遲至 1471 年才正式成立，醫學院於1481 年章程也正式頒布。
1569 年，根據熱那亞共和國參議院的法令，這些既有的學院併入耶穌會所開辦的學校。耶穌會購買土地擴大校地，以容納持續擴充的學院。這批新校地上的建築，也就是當前熱那亞大學的主要校舍，由建築師 Bartolomeo Bianco 設計，於 1640 年開始使用。
1773 年耶穌會受到鎮壓，各種學習課程進行重組，教授初級教育：修辭學、讀寫課程，另在高等教育領域則開辦：教規、哲學、民法、神學、邏輯學、物理學。至19世紀初，法蘭西帝國併吞熱那亞共和國後，熱那亞大學改隸屬法國巴黎帝國大學。此時，高等教育再被細分為不同專業：法學、醫學、物理和數學，同時也有商業、語言、文學、化學。熱那亞大學於 1812 年恢復為獨立的大學。
拿破崙倒台後，1815年維也納會議上，熱那亞大學被委託交付給撒丁王國，享有杜林大學同等的自治權。其後由於政治動亂， 1821 - 1823 年， 1830 - 1835 年，熱那亞大學兩度關閉。
1870年，熱那亞大學建立第一批高等技術學院：皇家海軍學院和皇家經濟學院，於1936年分別轉為工程學院和經濟學院。在 20 世紀後期，大學迅速擴張，並開設新的校區。 1996 年，薩沃納 (Savona)校區設立工程和商業課程，並建立模擬、物流和產業工程等商業科技領域的實驗室。

## 学校概况
热那亚大学创建于1471年，是意大利一所老牌的综合类公立大学。学校主校区位于热那亚市，在齐亚瓦里(Chiavari), 萨沃纳(Savona), 比埃德拉·利古雷(Pietra Ligure), 因佩利亚(Imperia) 和拉斯佩齐亚(La Spezia)有分校区。
热那亚大学、开设本科和硕士课程142门，博士课程27门。大学共有5大学院，下设22个系，其中有：建筑科学、经济学、工程、人文与哲学、语言与外国文学、医学与外科学、教育学、数学物理与自然科学、政治学等；开设本科、硕士研究生、博士研究生以及各种一级和二级学位课程，并设有博士后流动站。教师 1100 人，学生 30000 人。自由入学制度，导师认可。
热那亚大学特别为学生们提供了一种就业指导服务，以帮助他们尽快地适应工作环境。大学从三个方面进行它的服务工作：提供培训；在学位课程中同时加入了就业培训的课程；向公司和各种组织机构推荐学校的毕业生。
热那亚大学位于巴尔比街的人文系、文学系等系所使用的教学楼为罗利宫殿体系的一部分。

## 院系设置
热那亚大学有5大学院，下设22 个系，分别为: 
社会科学学院
- 经济学院
- 教育科学学院
- 法学院
- 政治科学学院

数学、物理与自然科学学院
- 数学系
- 化学与工程化学系
- 物理系
- 地球、环境与生命科学系
- 信息、生物工程、机器人与系统科学系（跨学院）

人文学院
- 古代、哲学与历史系
- 语言与现代文化系
- 意大利语言学、罗马语言学、古代文学、艺术与表演学系

医药学院
- 内科医学系
- 药学系
- 实验医学系
- 神经科学、康复、眼科、遗传学和母婴医学系
- 外科与综合诊断医学系
- 健康科学系

理工学院
- 建筑科学系
- 信息、生物工程、机器人与系统科学系（跨学院）
- 城市、化学与环境工程系
- 机械、能源与运输管理工程系
- 海洋、电气、电子与电信工程系

## 热门专业
热那亚大学是意大利唯一一所把造船学和船内设计列入学位课程的大学，船舶工程、船舶管理在整个欧洲也非常有名。热那亚大学的语言学在所有意大利大学中排名第二。

## 著名人物
- 桑迪罗·皮蒂尼，意大利第7任总统。
- 本笃十五世(Benedict XV)：前罗马天主教教皇，在位期：1914年5月3日－1922年1月22日
- 弗朗科·马雷尔巴(Franco Malerba)：意大利第一位宇宙飞行员。